# Suchy Biwak
Suchy Biwak – jaskinia w Dolinie Lejowej w Tatrach Zachodnich. Ma dwa otwory wejściowe położone w północnym zboczu Kominiarskiego Wierchu na wysokości 1695 metrów n.p.m., poniżej Jaskini Skośnej, w pobliżu Schronu przy Suchym Biwaku, Jaskini Mechatej, Awenu Odpękniętych Nacieków i Jaskini Lejowej Wyżniej. Długość jaskini wynosi 70 metrów, a jej deniwelacja 18 metrów. 

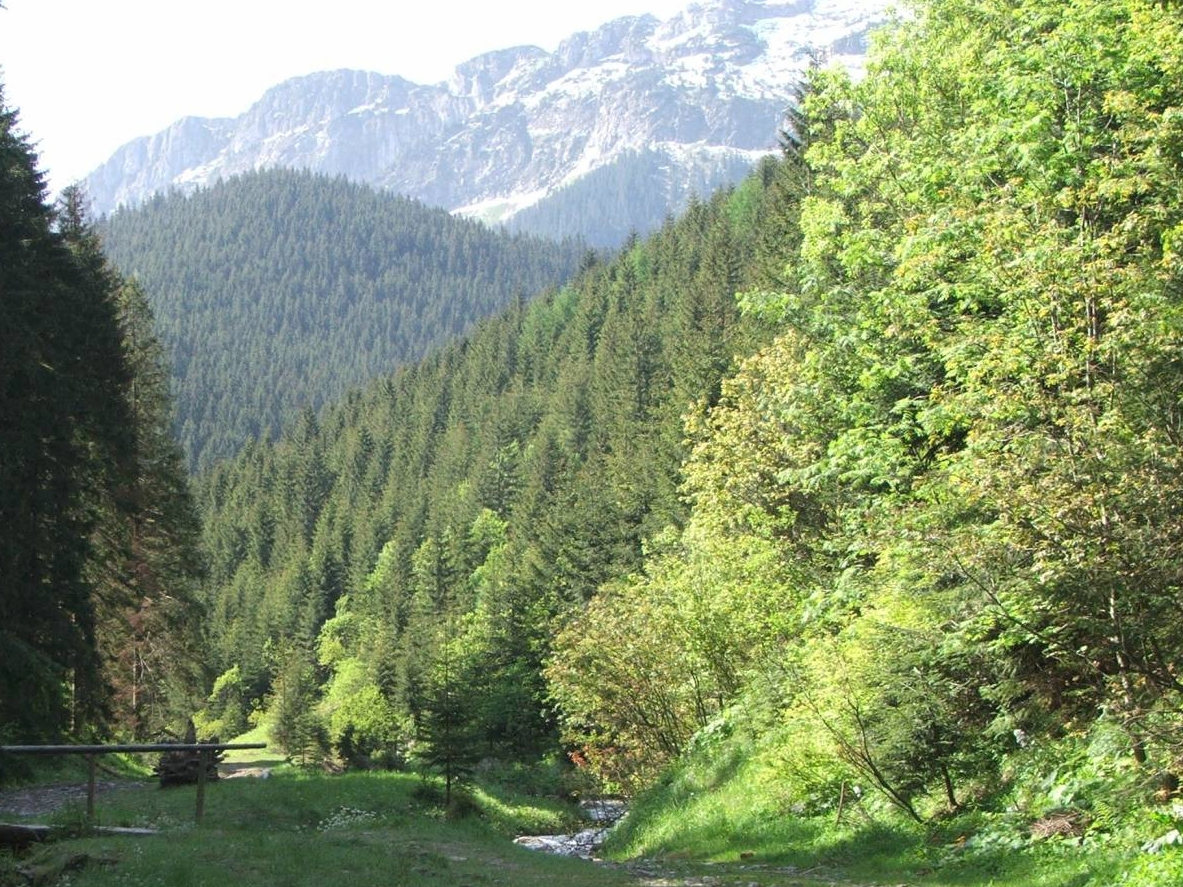
Dolina Lejowa. W tle Kominiarski Wierch

## Opis jaskini
Główny otwór jest bardzo duży (9,5 metrów szerokości i około 2,5 metrów wysokości) i przykryty okapem. Z niego korytarz prowadzi przez przełaz do dwóch salek. W drugiej salce ciąg rozgałęzia się:  
- na prawo odchodzi korytarzyk prowadzący do 4,5-metrowego kominka, a następnie do drugiego, zbyt ciasnego dla człowieka, otworu.
- nieco na lewo idzie 4-metrowy korytarzyk kończący się ślepo.
- na lewo idzie bardzo wysoki korytarz przechodzący w pewnym momencie w 12-metrowy komin. W bok odchodzi od niego niewielka salka. Po około 9 metrach korytarz kończy się[2].

## Przyroda
Lód pokrywa miejscami dno i ściany jaskini. Tworzy też nacieki (największe w ostatniej salce).

## Historia odkryć
Jaskinię odkryli grotołazi z AKT Poznań latem 1966 roku.